# Mae West
Mary Jane "Mae" West, född 17 augusti 1893 i Bushwick, Brooklyn, New York, död 22 november 1980 i Hollywood, Los Angeles, Kalifornien, var en amerikansk skådespelerska, sångerska, dramatiker, manusförfattarinna, komiker och sexsymbol, vars karriär spände över sju decennier. West var känd för sina glättiga, tvetydiga sexanspelande repliker.
West var verksam inom vaudeville och vid teatern i New York innan hon begav sig till Hollywood för att verka som komiker, skådespelare och manusförfattare inom filmindustrin, såväl som i radio och tv. West rankades 1999 som nummer 15 på AFI's 100 Years...100 Stars lista över filmstjärnor från Hollywoods klassiska era. 
Mae West var en av de mer kontroversiella filmstjärnorna i sin samtid och stötte på många problem, särskilt censur. Hon trotsade systemet, drev med konventionella seder, vilket depressionerans publik uppskattade henne för. När hennes filmkarriär sedan tog slut skrev hon istället böcker och pjäser och fortsatte att uppträda i Las Vegas, i Storbritannien, i radio och tv samt spelade in skivor. Hon blev en gång tillfrågad om de olika försöken att hindra hennes karriär, vilket hon besvarade med följande välkända replik: "Jag tror på censur. Jag tjänade en förmögenhet på den."

## Biografi

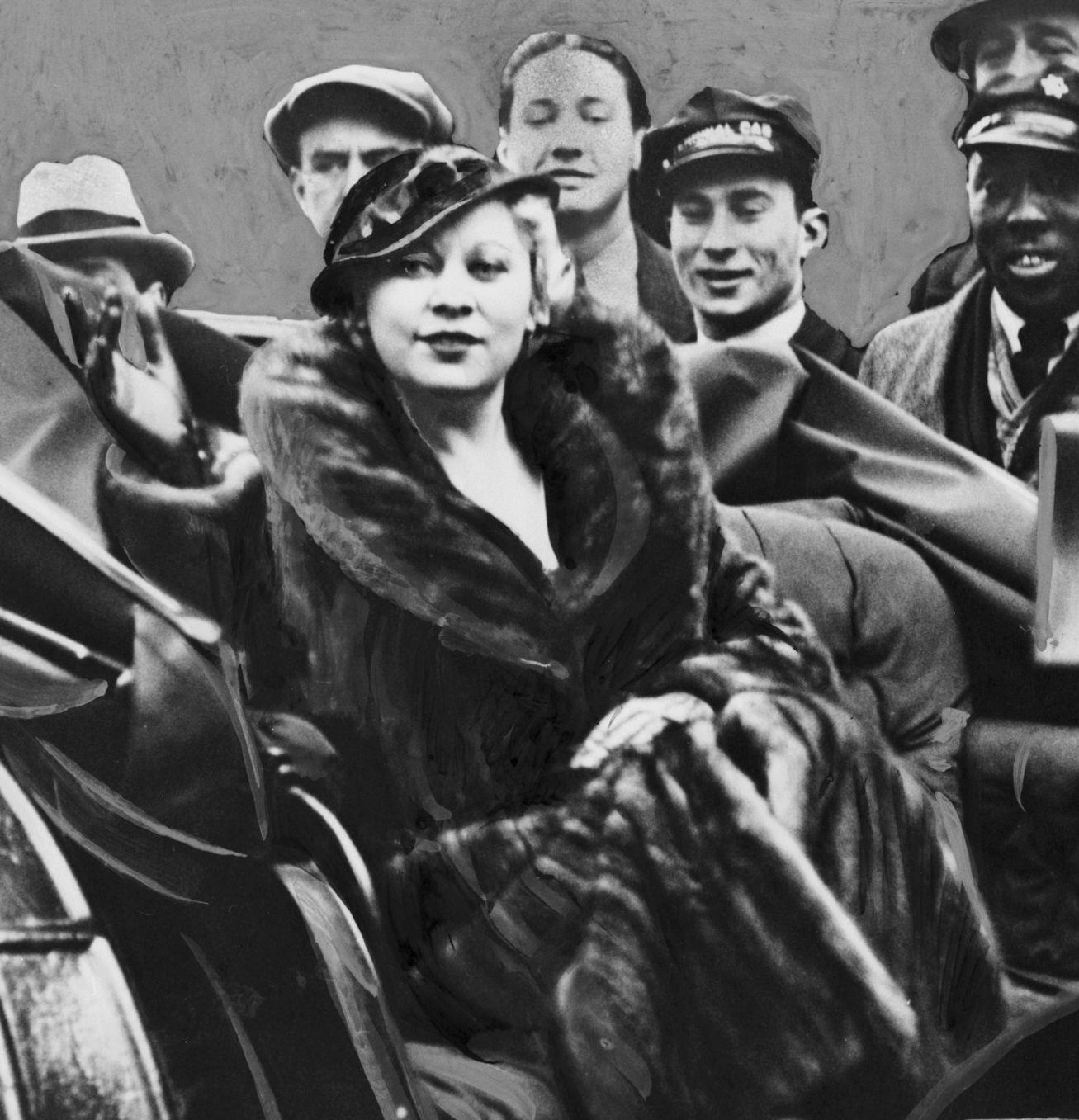
West återvänder till New York från Hollywood för ett besök år 1933.

### Tidiga år och teater
West var dotter till John Patrick West (1862–1935) och Mathilde "Tillie" Delker West (1870–1930). Fadern var tungviktsboxare. Hon började inom nöjesbranschen som femåring och lanserades som "Baby Mae", vilket kunde tolkas som "lillan får göra så". Från september 1911, då hon fyllt 18 år, uppträdde hon och upptäcktes i revyer på Broadway och lanserade även dansen "shimmy" på scen.
1926 skrev hon pjäsen S E X med vilken hon orsakade stor skandal - pjäsen stoppades på Broadway, West fälldes för att ha "korrumperat ungdomsmoralen" och fick tillbringa 10 dagar i fängelse. "För vissa mål är det bra med en jury, men i andra föredrar jag domaren ensam."

### Filmkarriär
Hennes filmdebut ägde rum 1932 i Natt efter natt i hennes enda biroll som dock dominerade de avsnitt i filmen där hon var med. Det har konstaterats att när en garderobsflicka utbrister "Goodness, what beautiful diamonds!", och Wests svar blir "Goodness had nothing to do with it, dearie", var platsen i filmhistorien säkrad.

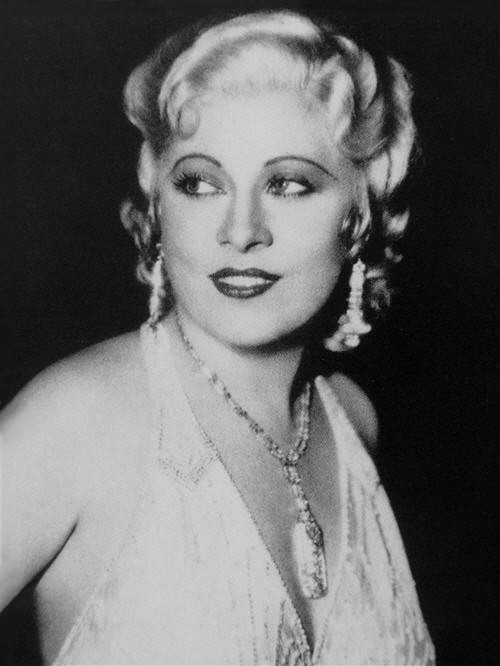
Mae West i Natt efter natt (1932).

I Hollywood blev hon ett nytt slags förebild som den skämtsamma sexsymbolen - lätt vulgär, gäckfull och utstyrd. Hennes medvetna scenpersonlighet gick framför allt ut på en ny tankegång: att ägna männen ett fysiskt intresse av samma sort som det var så vanligt att män ägnade kvinnor, samt att dra största möjliga fördelar av varje mans uppmärksamhet. "Här har ni ju min favoritdekor - heltäckande herrar." 
Mae West skrev själv manus till sina Broadway-succéer och alla sina filmer, vägrade att vara med om inte detta stod i avtalen. På så sätt utövade hon en benhård kontroll över sin image, vilket hon påstod var nyckeln till framgången. "Det var inte meningen att jag skulle göra karriär på männen, det bara blev så". Även: "Det är inte vad jag säger utan hur jag säger det. Det är inte vad jag gör utan hur jag gör det, och hur jag ser ut när jag säger det och gör det".
West blev omtalad för sina sexuellt frispråkiga kvickheter i repliker som nästan alltid är tvetydiga och har blivit legendariska, som "Why don't you come up sometime and see me?" (Lady Lou, 1933), eller "When I'm good, I'm very good, but when I'm bad, I'm better." (Jag är ingen ängel, 1933). I och med införandet av produktionskoden 1934 kunde hon inte lika lätt göra vågade filmer utan fick skriva manus som kunde uppfattas både anständiga och sexiga. "En lady skulle aldrig uppfatta något jag säger som stötande," sa hon i en intervju vid den tiden, "och gentlemännens uppförande ska väl inte jag belastas för?". 

### Återgång till scenen
År 1943 gjorde hon vad hon trodde skulle bli sin sista film, och återvände till Broadway. 1952 satte hon upp en nattklubbsshow på en enorm hotellrestaurang i Las Vegas. Där svassade hon omkring och sjöng och skämtade omgiven av Mr. America och andra muskulösa män i små höftskynken, bland dem Mickey Hargitay (senare make till Jayne Mansfield och far till Mariska Hargitay) samt Wests blivande livspartner. Denne, Paul Novak, och Hargitay slogs över henne bakom scenen, vilket givetvis kom till lokalpressens kännedom och medförde stor publicitet. "Jag tänker inte göra de här grabbarna illa. Jag tänker bara känna dem på musklerna."
West hade även 1947 satt upp sitt mest kända teaterstycke Diamond Lil på Prince of Wales Theatre i London. "Ni vet att engelsmännen är lite formella av sig. Det är ju inte jag". 

### Senare år
År 1970, vid 78 års ålder, gjorde West uppskattad comeback inom filmen i Myra Breckinridge och åtta år senare som en inte lika väl emottagen 85-årig sexsymbol i Det våras för mormor (Sextette) trots att herrar som George Hamilton, Ringo Starr, Timothy Dalton och Alice Cooper fanns med. Det var efter en kram av en sådan som hon frågade om det var "ett skjutvapen i fickan, eller blev du glad för att vi träffades?". 
West avled efter en kort tids sjukdom år 1980 och gravsattes överst i en trave sarkofager i familjegraven hon hade inrättat i mausoleipalatset Cyprus Hills Abbey i Brooklyn. Hennes föräldrars, brors och systers stoft vilar därunder i traven. "Man lever bara en gång. Men om man gör det rätt, räcker det med en gång." 

## Eftermäle och minne
Efter hennes bortgång kunde man läsa tidningsreportage och biografier om att hon var långt före sin tid med hälsokost och motion, ogillade allt ohälsosamt såsom rökning och alkohol (fast hon låtsades röka och dricka i filmerna) samt fördomar. När hon grälade sig till att få ta in Louis Armstrong med orkester i filmen Every Day's a Holiday och Duke Ellington i Belle of the Nineties öppnades en ny portal för afroamerikaner i filmindustrin. Som skandalöst uppfattades det i många tidningar att hon dansade omkring och skämtade på ett kamratligt sätt med svarta hembiträden i Jag är ingen ängel. "Så du tror att jag är en mans kvinna? Javisst, kära vän, en man i taget."
Hon insisterade också att använda utlänningar i sina besättningar och i grammofoninspelningar hon gjorde av en stor repertoar humoristiska sånger som hon specialbeställde åt sig. Särskilt den kubanske tenoren Tito Coral utmärkte sig. En bufflig kanadensisk sjökapten med ett fyrkantigt ansikte fick höra: "Jasså du har varit på många platser och sett många saker? Ja, ja. Jag har varit många saker och sett på många platser, så det jämnar väl ut sig för oss..." och även: "Ja du är då inget oljeporträtt precis, men du är ett fascinerande monstrum."
Mae West tillät inte att det publicerades något om henne medan hon levde som skulle strida mot publikens uppfattning av karaktären hon skapat och alltid spelade offentligt. Tillfrågad om barn sa hon att Mae West tog upp all hennes tid så det skulle inte finnas över för barn och familj. Tillfrågad om religion svarade hon för en gångs skull ganska allvarligt: "Enkelt. Två ord. Gör gott. Nästa fråga." Tillfrågad om hon haft lesbiska upplevelser: "Hur ska man hinna med det med så många män överallt?".
Det kom också fram efter hennes död att Mae West, som var mycket förmögen, i det tysta hade bedrivit omfattande välgörenhet, på sitt eget sätt. "Om den där mexikanska familjen är så fattig och hungrig och desperat som du säger, med så många barn, ska du se till att vi betalar dem trettio dollar per tunnland för den marken, inte tre dollar som de hade på skylten vid vägen."

### I populärkulturen
Tidiga flytvästar benämndes ibland (åtminstone av allierade flygare) under andra världskriget efter "Mae West". Det berodde på skådespelarens yppiga former och dessa flytvästars jämförbara volym.

## Filmografi
- 1932 – Natt efter natt (Night After Night)
- 1933 – Lady Lou (She Done Him Wrong)
- 1933 – Jag är ingen ängel (I'm No Angel)
- 1934 – Belle of the Nineties
- 1935 – Glada änkans millioner (Goin' to Town)
- 1936 – Klondike Annie
- 1936 – Go West, Young Man
- 1938 – Every Day's a Holiday
- 1940 – West i Västern (My Little Chickadee)
- 1943 – The Heat's On
- 1970 – Myra Breckinridge
- 1978 – Det våras för mormor (Sextette)

## Teater
- A La Broadway, New York 1911
- Vera Violetta, New York 1911
- A Winsome Widow, New York 1912
- Sometime, New York 1918
- The Mimic World of 1921, New York 1921
- S E X, New York 1926
- The Drag, Bridgeport, Connecticut 1927
- The Wicked Age, New York 1927
- Diamond Lil, New York 1928; London 1948; New York 1949 & 1951
- Pleasure Man, New York 1928
- The Constant Sinner, New York 1931
- Catherine Was Great, New York 1944
- Come On Up, turné 1945-46
- Sextette, Chicago 1961